# میلیاردر میلان
میلیاردر میلان (ایتالیایی: Milano miliardaria) فیلمی به کارگردانی مارینو جیرولامی، مارچلو مارکزی و ویتوریو متز است که در سال ۱۹۵۱ منتشر شد.

## بازیگران
- ایزا بارزیتزا
- فرانکو مارتزی
- ماریو کاروتنوتو
- جووانی بارللا
- گالئاتسو بنتی
- ورا کارمی
- سوفیا لورن
- جوزپه مئاتزا
- ماریو فِرِرا